# Павличенко, Людмила Михайловна
Людми́ла Миха́йловна Павличе́нко (урождённая Бело́ва; 29 июня [12 июля] 1916, Белая Церковь, Васильковский уезд, Киевская губерния, Российская империя — 27 октября 1974, Москва, РСФСР, СССР) — снайпер 25-й Чапаевской стрелковой дивизии Рабоче-крестьянской Красной армии. Герой Советского Союза (1943). После окончания Великой Отечественной войны до 1956 года служила офицером Главного (в 1950—1953 гг. — Морского Генерального) штаба Военно-морского флота СССР в звании майора береговой службы.
В ходе осады Крыма весной 1942 года Павличенко служила в Севастополе и к моменту ранения на её счету было более 300 солдат противника. После этого её пригласил президент США Франклин Рузвельт на торжественный приём для выступления перед членами Конгресса.
Самая успешная женщина-снайпер в мировой истории — 309 уничтоженных солдат и офицеров противника. С подачи американских журналистов получила прозвище «Леди Смерть». Однако данное прозвище использовалось исключительно американской и европейской прессой, так как в СССР образ для восприятия массовой аудитории так не пропагандировался. В СССР за ней был закреплён образ заслуженного героя и ветерана войны.

## Биография
Людмила Белова родилась 12 июля 1916 года в городе Белая Церковь Киевской губернии Российской империи в семье петроградского слесаря, впоследствии комиссара полка во время Гражданской войны, сотрудника НКВД Михаила Ивановича Белова и учительницы Елены Трофимовны Беловой (1897—1972).
До 14 лет Людмила училась в средней школе № 3 города Белая Церковь, затем с семьёй переехала в Киев. После окончания девятого класса Людмила работала шлифовальщицей на заводе «Арсенал» и одновременно училась в десятом классе, завершая среднее образование.
В 1932 году вышла замуж за Алексея Богдановича Павличенко, родила сына Ростислава (1932—23.08.2007). Однако вскоре брак был расторгнут, и Людмила вернулась жить к родителям.
В 1937 году поступила на исторический факультет Киевского государственного университета имени Тараса Шевченко. Студенткой занималась планёрным и стрелковым видами спорта. Великая Отечественная война застала Людмилу в Одессе на дипломной практике. С первых же дней войны Людмила Павличенко добровольцем уходит на фронт (ещё перед войной она прошла краткосрочные снайперские курсы). Красноармеец Павличенко оказалась в рядах 25-й им. В. И. Чапаева ордена Ленина стрелковой дивизии РККА. Принимала участие в приграничных сражениях в Молдавской ССР, в обороне Одессы. В течение первых месяцев войны и обороны Одессы Людмила Павличенко уничтожила 179 немецких и румынских солдат и офицеров.
Эвакуирована из Одессы морем и участвовала в  обороне Севастополя. По штатному расписанию военного времени каждой стрелковой роте полагалось иметь двоих снайперов. В декабре 1941 года под Севастополем Людмила познакомилась с младшим лейтенантом Леонидом Киценко, служившим в том же полку, где и она. Он тоже был снайпером. На задания их стали отправлять вдвоём. Вскоре Леонид и Людмила подали рапорт командованию о заключении брака, однако в марте 1942 года позиция снайперов попала под миномётный огонь и младший лейтенант Киценко был тяжело ранен. Людмила сама вынесла жениха с поля боя. Он был прооперирован военврачом медсанбата № 47 Владимиром Пишел-Гаеком, но умер.

К июню 1942 года на счету Л. М. Павличенко было уже 309 подтверждённых уничтожений солдат и офицеров противника, в том числе 36 снайперов противника. Кроме того, за период оборонительных боёв она смогла обучить много снайперов, передавая фронтовикам свой опыт.

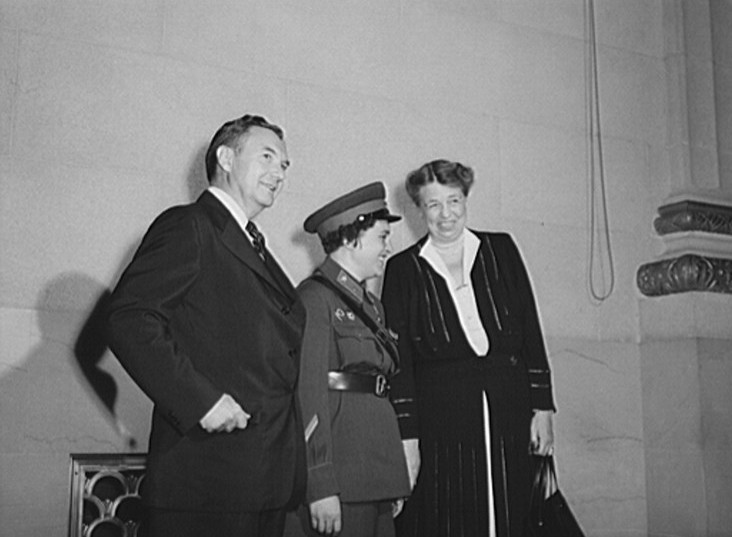
Р. Джексон, первая леди Э. Рузвельт и Л. Павличенко в ходе выступления в Вашингтоне. Сентябрь 1942 г.

В июне 1942 года получила очередное серьёзное ранение. Про вторую операцию она писала: «Осколок сделал глубокий разрез на правой скуле, оторвал мочку правого уха, также от ударной волны произошло повреждение барабанной перепонки и общая контузия. Меня доставили в наш дивизионный медсанбат № 47. Замечательный доктор Пишел-Гаек в очередной раз наложил швы на мою фронтовую рану. На следующий день в медсанбат пришел приказ о подготовке партии раненых к эвакуации в Новороссийск, и мое состояние хирург нашел подходящим для такого путешествия».
Из осаждённого Севастополя её эвакуировали морем на Кавказ, а затем отозвали из действующей армии и отправили вместе с делегацией советской молодёжи в Канаду и Соединённые Штаты Америки. В ходе своего визита за океан Людмила Павличенко, вместе с секретарём Московского горкома комсомола Николаем Красавченко и снайпером Владимиром Пчелинцевым, побывала на приёме у президента США Франклина Делано Рузвельта. По приглашению первой леди Элеоноры Рузвельт, члены советской делегации некоторое время жили в Белом доме. Позже Элеонора Рузвельт организовала для советских представителей поездку по стране.
В Америке ей подарили пистолет «Кольт», а в Канаде — винтовку «Винчестер» (пистолет выставлен в Центральном музее Вооружённых сил РФ в Москве). Американский певец в стиле кантри Вуди Гатри написал про неё песню «Miss Pavlichenko». В Канаде делегацию советских военных приветствовали несколько тысяч канадцев, собравшихся на Объединённом вокзале Торонто (Union Station Toronto).
На одной из встреч с журналистами, после очередных расспросов про детали быта женщины-солдата, произнесла легендарную фразу:

Мне 25 лет, на фронте я успела уничтожить 309 фашистских захватчиков. Не кажется ли вам, джентльмены, что вы слишком долго прячетесь за моей спиной?

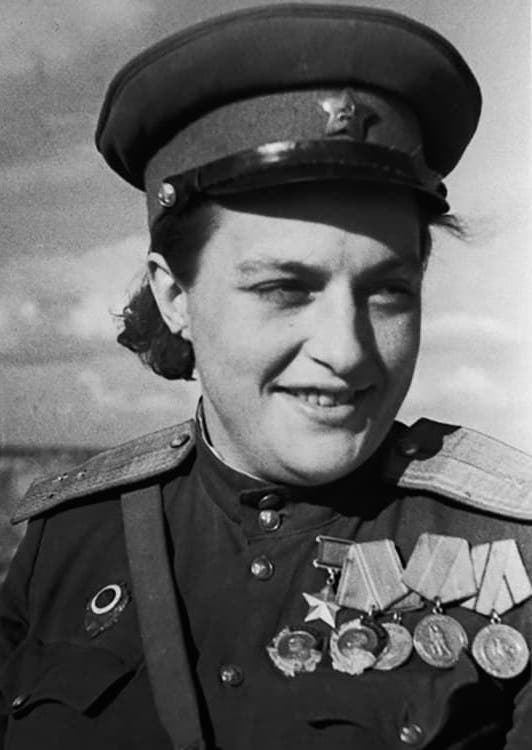
Старший лейтенант Людмила Михайловна Павличенко после присвоения звания Герой Советского Союза

Данная фраза сорвала аплодисменты и приблизила американскую общественность к пониманию происходящего на восточном фронте и необходимости открытия второго фронта.
25 октября 1943 года Людмиле Павличенко было присвоено звание Героя Советского Союза.
После окончания войны Людмила Михайловна защитила диплом в Киевском университете и стала старшим научным сотрудником Главного штаба ВМФ СССР. В 1956 году перешла на работу в общественную организацию «Советский комитет ветеранов войны».
В 1957 году второй раз встречается с Элеонорой Рузвельт, во время визита последней в СССР.
В 1961 году была в третий раз прооперирована своим другом, военным хирургом, полковником Чехословацкой народной армии В. Пишел-Гаеком.
В 1973 году была записана программа в которой Людмила Павличенко рассказывала о снайперах Великой Отечественной войны. Выпущена в эфир в 1975 году Главной редакцией научно-популярных и образовательных программ Центрального телевидения СССР.
Скончалась от инсульта 27 октября 1974 года в Москве. Урна с прахом захоронена в одной ячейке с прахом мужа, матери и сына в колумбарии на Новодевичьем кладбище.

## Семья
Отец — Михаил Иванович Белов, петроградский слесарь, комиссар полка во время Гражданской войны, неоднократно встречался с Василием Чапаевым.
Мать — Елена Трофимовна Белова (1897—1972), имела дворянское происхождение.
Сестра — Валентина Михайловна Белова.
Племянница — Людмила Юрьевна Качур (род. 1948). По состоянию на 2013 год проживала в г. Донецке, Украина.
Первый муж (1932—1933) — Алексей Богданович Павличенко. Брак был скоротечен.
Сын — Ростислав Павличенко (1932—2007), получил юридическое образование, потом поступил в Высшую школу КГБ. Внучка — Елена Павличенко. С двумя дочерьми с 1989 года проживает в Греции. Член Союза художников Греции.
Второй (гражданский) муж (1941) — Леонид Киценко, младший лейтенант. Погиб в марте 1942 года, рапорт командованию о заключении брака был подан, но отношения не были зарегистрированы.

## Снайперское оружие
Оружие, с которым воевала Людмила Михайловна Павличенко:
- винтовка Мосина (ныне хранится в Центральном Музее Вооружённых сил в Москве)
- Самозарядная винтовка Токарева-40

## Награды
- Звание «Герой Советского Союза» со знаком отличия медаль «Золотая Звезда» (№ 1218, 25 октября 1943)
- Два ордена Ленина (16.07.1942, 25.10.1943)[11]
- Две медали «За боевые заслуги» (26.04.1942, 13.06.1952)[11]
- Медаль «За оборону Одессы» (1942)[11]
- Медаль «За оборону Севастополя» (1942)[11]
- Медаль «За победу над Германией в Великой Отечественной войне 1941—1945 гг.» (14.12.1945)[11]
- диплом Военного совета армии (1942)[12]
- Ворошиловский стрелок 2-й степени (1939)
- пистолет «Colt M1911»[13], винтовка «Винчестер», нож английской фирмы «Kinfolks» (1942)[14]
- наградное оружие — снайперская винтовка Мосина (8.07.1943)[15]
- Мантия Почётного студента Оксфордского университета[16]

## Киновоплощения
- 2013 — «Цель вижу» (реж. Е. Сокуров), в роли Павличенко — Александра Булычёва[17].
- 2015 — «Битва за Севастополь» (реж. С. Мокрицкий), в роли Павличенко — Юлия Пересильд. В феврале 2016 года состоялась премьера 4-серийной телеверсии фильма.

## Память
- В честь Людмилы Михайловны Павличенко названы улицы в городах Севастополь и Белая Церковь (на этой улице в Белой Церкви и находится средняя школа № 3, в которой Людмила Михайловна училась).
- Именем Людмилы Павличенко было названо судно Министерства рыбного хозяйства. Судно было спущено на воду в 1976 году, выведено из эксплуатации в 1996 году[18].

- Людмиле Павличенко посвящена песня в стиле кантри американского певца-социалиста и антифашиста Вуди Гатри (1912—1967) — «Miss Pavlichenko», написанная и исполненная им в 1946 году. Первые куплеты в переводе:

Мисс Павличенко хорошо нам всем известная,

Россия — страна твоя, а сражение — игра,

Весь мир будет любить тебя навеки вечные

За те три сотни нацистов, павших перед тобой

В горах и ложбинах, тиха как лань,

В лесах, не зная страха.

Поднялся прицел — упал гунн наземь,

Три сотни нацистов пали пред тобой.
- Переработанная версия В. Гатри «Miss Pavlichenko» на русском языке, в исполнении группы «Аркадий Коц» — «Люся»[19].
- В 1942 году семья одного из лидеров и будущего генерального секретаря ЦК Болгарской коммунистической партии Тодора Живкова назвала свою дочь Людмилой в честь Л. М. Павличенко.
- В 1976 году, в память 60-летия со дня рождения Л. М. Павличенко в СССР вышла почтовая марка с её изображением.
- В честь Людмилы Павличенко названа винтовка Lyudmila-D в компьютерной игре Destiny
- В честь Людмилы Павличенко названа снайперская винтовка «Lyuda» в компьютерной игре «Borderlands 2»[20].
- Также в честь Людмилы Михайловны фамилию Павличенко носит главная героиня второго сезона аниме сериала 2009 года «Darker than Black: Ryuusei no Gemini»[21].
- Также в честь Людмилы Михайловны фамилию Павличенко носит один из персонажей манги «Golden Kamuy»

### В филателии

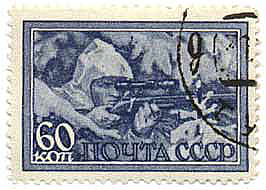
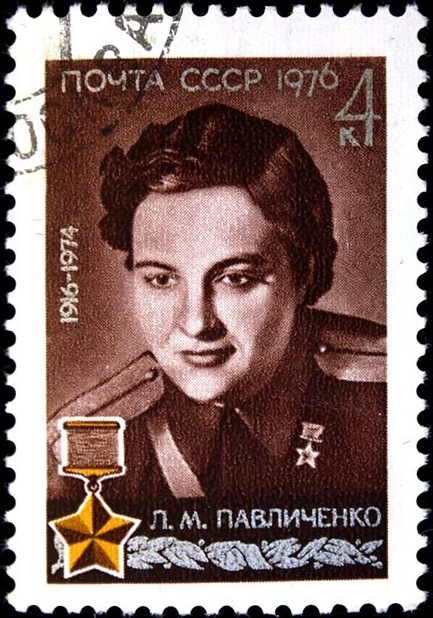
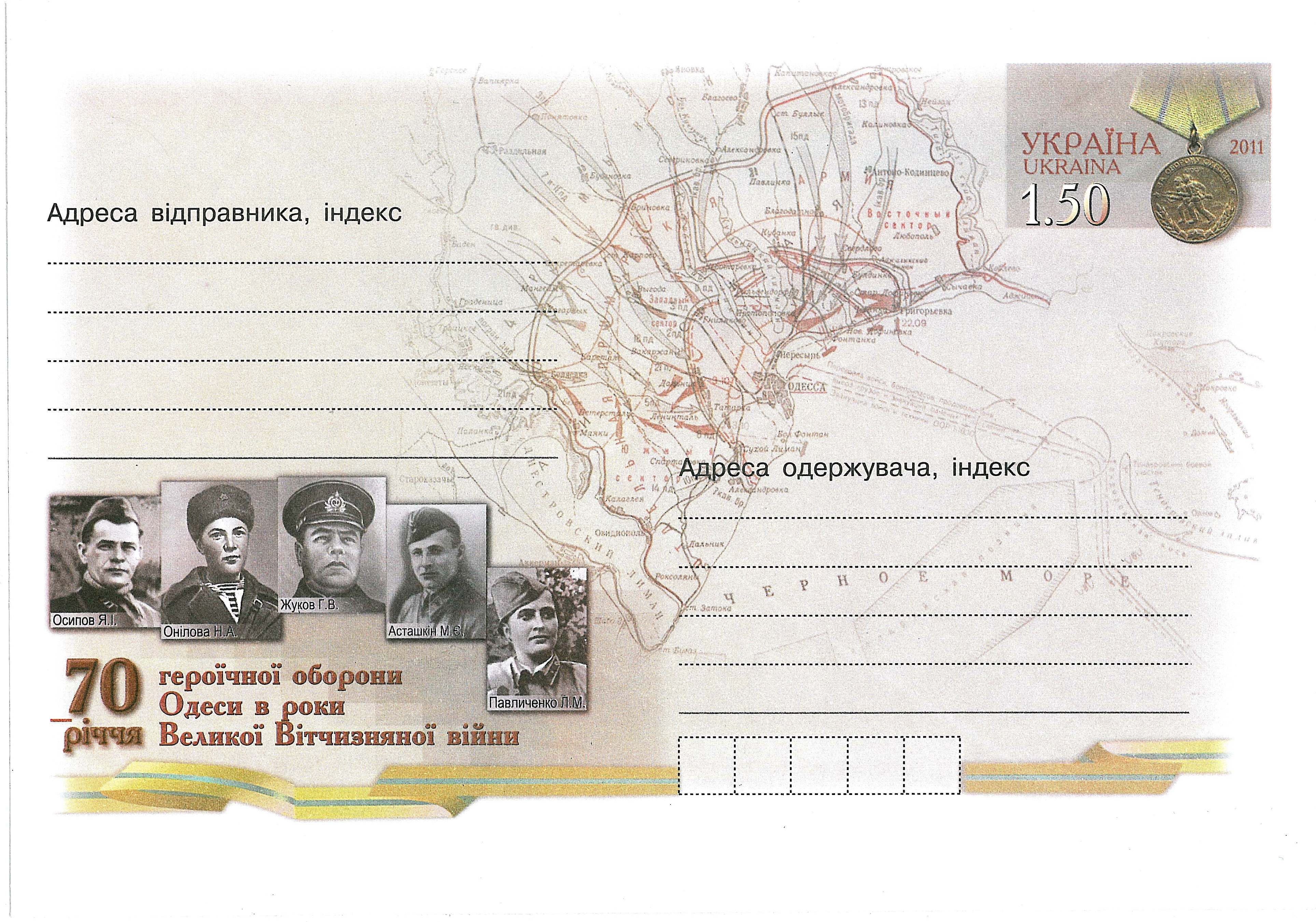
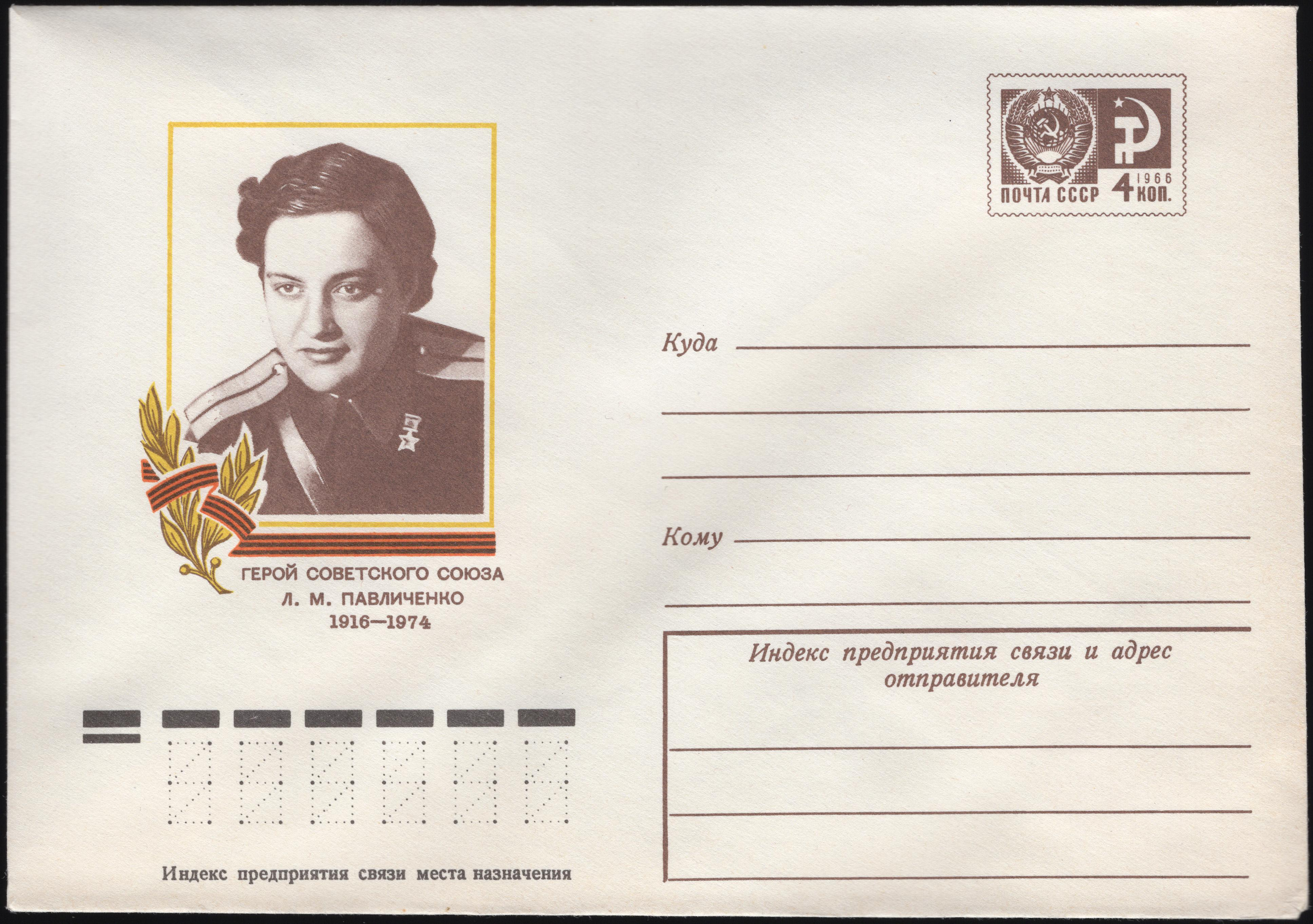

## Сочинения
- Павличенко Л. М. Героическая быль: Оборона Севастополя 1941—1942 гг. — М.: Госполитиздат, 1958. — 72 с. (обл.)